# 新莫斯科行政区

橘色部分為新莫斯科行政区所在位置

新莫斯科行政区（羅馬化：Novomoskovsky administrativny okrug），位於俄罗斯莫斯科的行政区。行政中心位于莫斯科夫斯基。新莫斯科行政区于2012年7月1日设立，由原莫斯科州的列宁区、纳罗-福明斯克区、波多利斯克区的各一部分合并而來。